# Свертс, Ян
Ян Свертс (нидерл. Jan Swerts; 25 декабря 1820, Антверпен — 11 августа 1879, Мариенбад, Богемия, Австро-Венгрия) — бельгийский художник.

## Биография
Ян Свертс изучал живопись под руководством художника Никеза де Кейзера в антверпенской Королевской академии изящных искусств, затем учился в Италии.
Был мастером монументальной, настенной живописи, в которой ориентировался на тенденции современного ему немецкого искусства. Был организатором большой выставки образцов немецкой монументальной живописи в Бельгии в 1859 году — в Брюсселе и в Антверпене. Совместно с художником Годфридом Гуффенсом был автором ряда настенных картин религиозного и исторического содержания.
С 1874 года Ян Свертс занял пост директора пражской Академии изящных искусств, где, среди его именитых учеников, были в частности Войтех Бартонек, Феликс Йеневайн, Миколаш Алеш и Франтишек Женишек.
Скончался в августе 1879 года на курорте в Марианских-Лазнях.